# Ahom (Sprache)

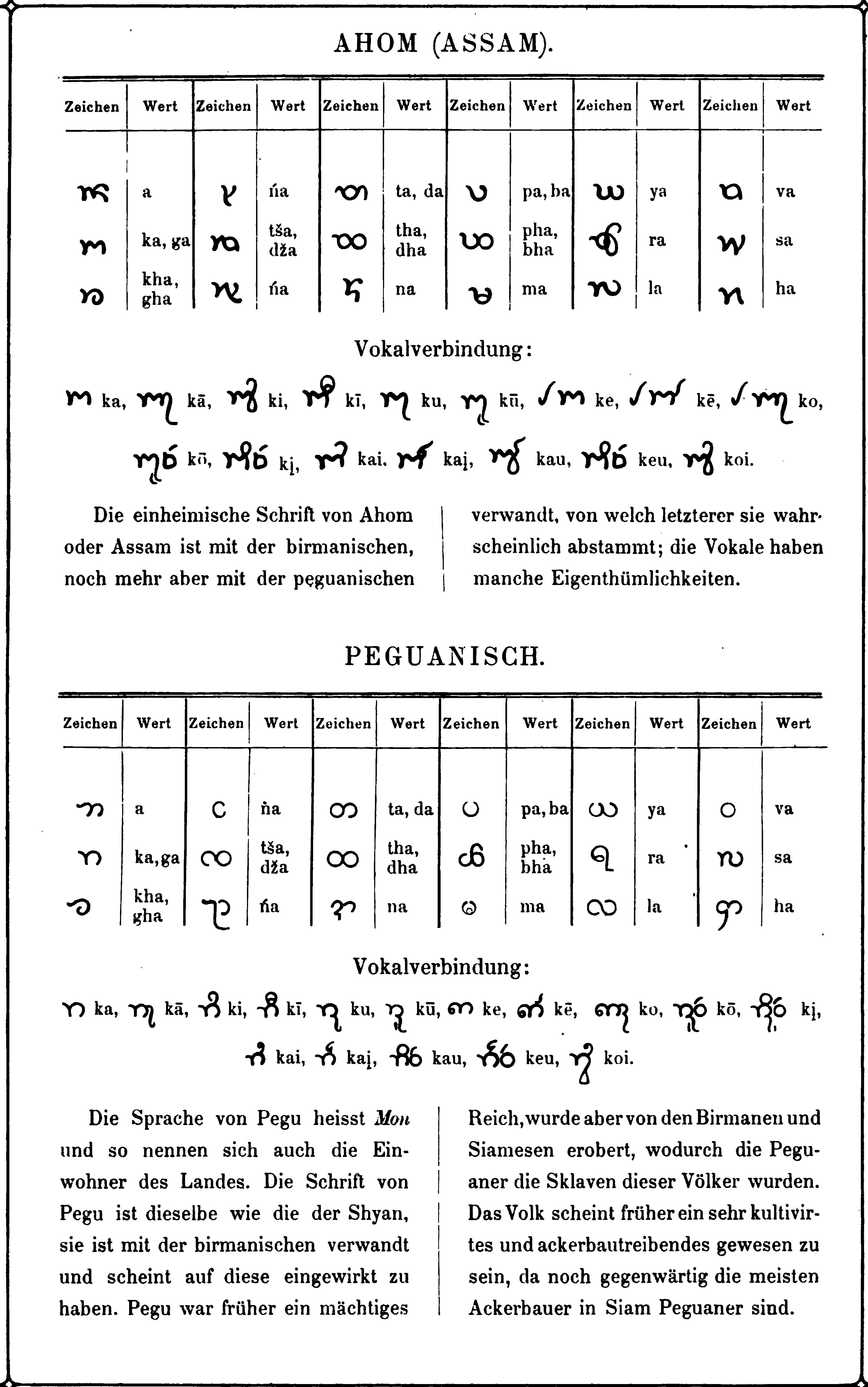
Schriftzeichen der Ahom

Die Sprache der Ahom ist eine untergegangene Sprache aus der Familie der Tai-Kadai-Sprachen. Es hatte ein eigenes Schriftsystem, die Ahom-Schrift, und wurde von den Eroberern von Assam zwischen dem 13. und 19. Jahrhundert gesprochen.
Die Ahom nannten sich selbst Tai. Im Assamesischen wurden sie Asam (heutzutage als ohom ausgesprochen) bezeichnet, das zu den Shan und zu Siam zurückführt. Der Staat Assam ist nach ihnen benannt.
Die Ahom drangen im 13. Jahrhundert nach Assam ein und bildeten ein Königreich. Während des 18. Jahrhunderts begann ihre Macht zu schwinden, schließlich übernahmen die Birmanen und in ihrem Gefolge die Briten die Macht in Assam. Obwohl die Briten den Ahom den Oberen Teil von Assam gewährten, war die Hofsprache mittlerweile zum Assamesischen geworden. 
Ahom hatte einen eher geringen Einfluss auf das Assamesische. Dennoch übten die Könige von Ahom einen Einfluss auf die Literatur aus, der nahezu einzigartig in Indien ist.  Die buranji, eine Art Hofchronik, wurde im 16. Jahrhundert begründet und bildet eines der besten Werke der assamesischen Literatur. Ansonsten gab es Chroniken in indischen Königreichen, besonders in nichtislamischen, eher selten.
Das Ahom-Alphabet besitzt 41 Buchstaben. Obwohl man sich sicher ist, dass Ahom wie auch die anderen Tai-Sprachen eine tonale Sprache war, wurden die Töne nicht explizit geschrieben. Sie sind nicht bekannt.
Die ersten zehn Zahlwörter des Ahom sind:
it
chang
cham
chi
ha
ruk
cit
pet
kao
chip

## Einzelbelege
1. ↑  Faulmann, S. 160